# Roscoe (Montana)
Roscoe – jednostka osadnicza w Stanach Zjednoczonych, w stanie Montana, w hrabstwie Carbon.